# Anthony Rotondo
Anthony Rotondo (nacido en 1957) es un antiguo capo de la Familia DeCavalcante de Nueva Jersey e informante de la policía.

## Primeros años
Anthony Rotondo vivía con su padre Vincent "Jimmy the Gent" Rotondo, y su padre expresó su deseo de que su hijo se convirtiera en abogado penalista. Su padre era organizador sindical de la sección de Brooklyn de la Asociación Internacional de Estibadores y subjefe de la Familia DeCavalcante. Vincent fue abatido a tiros frente a su casa de Brooklyn porque los socios de la mafia pensaron que podría hacer un intento de convertirse en jefe de la familia en 1988. En 1973, Rotondo se graduó en Nazareth Regional High School en Canarsie, Brooklyn.

## Vida en la mafia
Rotondo se convirtió en un hombre hecho en la familia criminal DeCavalcante en 1982 y fue ascendido a capo de la banda de su padre cuando el mayor de los Rotondo fue encontrado en su coche muerto de un disparo con una botella de pescado en el regazo en 1988. Rotondo admitió haber participado en tres asesinatos, los de Fred Weiss, Fat Louis LaRusso y Joey Garafano. Fred Weiss fue asesinado porque era un cruzado contra el crimen y la familia quería que John Gotti volviera a ponerle en el mapa, Fat Louis LaRasso fue asesinado porque John D'Amato (jefe en funciones en aquel momento) temía que Larusso intentara dar un golpe de Estado, y el socio de la mafia Joey Garafano fue asesinado porque cuando se le asignó conducir un "coche de choque" durante el asesinato de Fred Weiss (un coche que se suponía que debía chocar contra cualquier coche de policía que llegara a la escena) robó las matrículas del coche a la mujer de otro mafioso y fue inmediatamente interrogado como sospechoso del asesinato.

## Informante de turno
Anthony Rotondo Jr, el hijo del mayor de los Rotondo, se convirtió más tarde en informante y testificó en un juicio federal por crimen organizado que comenzó en febrero de 2003, sobre los homicidios de Fred Weiss, Louis LaRusso y Joseph Garafano.